# Héctor Bingert
Héctor José Bingert Aleman (* 3. März 1944 in Montevideo) ist ein uruguayischer Jazz- und Unterhaltungsmusiker (Sopran- und Tenorsaxophon, Flöte, Komposition), der auch unter dem Namen Finito Bingert auftritt.

## Leben und Wirken
Bingert erhielt seit dem Alter von sieben Jahren klassischen Geigenunterricht. Beeinflusst von Stan Getz wandte er sich jedoch schließlich dem Tenorsaxophon zu. Mit 15 Jahren wurde er von der kubanischen Band Lecuona Cuban Boys angeheuert, als sie in Südamerika unterwegs war. 1960 unternahm er mit dieser Gruppe eine Europatournee, auf der er die Gelegenheit hatte, John Coltrane, Dizzy Gillespie und Phil Woods zu erleben. Als er 1961 nach Uruguay zurückkehrte, wurde er Mitglied der Banda Municipal von Montevideo, spielte aber auch Konzerte im dortigen Hot Club. 1966 schloss er sich wieder den Lecuona Cuban Boys an und gelangte mit ihnen nach Schweden, wo er bis 1970 blieb. Zurück in Uruguay, trat er dort fünf Jahre lang auf, bevor er sich endgültig in Stockholm niederließ, um seine Familie zu vereinen.
Bingert hat unter anderem mit Nat King Cole, Sammy Davis Jr., Stevie Wonder, aber auch mit Bob Brookmeyer, Buddy Rich sowie Lee Konitz gespielt und arbeitete als Studiomusiker. 1982 gründete er seine Band Latin Lover, mit der seit 1983 mehrere Alben entstanden und er 1991 auch in Südamerika tourte. Weiterhin leitete er die Latin Lover Big Band, die er zusammen mit seinem Sohn Daniel (* 1970) betrieb.
Dem breiten Publikum wurde Bingert in Schweden durch sein Saxophonsolo zu Lill Lindfors’ Lied „Musik skall byggas utav glädje“ bekannt. Als Lindfors das Lied in englischer Sprache („My Joy Is Building Bricks of Music“) bei der Eröffnung des Eurovision Song Contest 1985 aufführte (außer Konkurrenz), trat er dort ebenfalls im Duett mit ihr auf. Außerdem spielte er Sopransaxophon und Quena auf Lisa Ekdahls gleichnamigem Debütalbum. Er ist auch auf Tonträgern von Enrico Rava (Quotation Marks), Svante Thuresson, Sylvia Vrethammar/Georgie Fame, der Andreas Pettersson Band, Dick Gyllander Quintet, Gugge Hedrenius Big Blues Band, Lars Sjösten Octet, White Orange und der Stockholm Big Band zu hören.

## Diskographische Hinweise
- 1982 – Hector Bingert & Don Menza: El Encuentro (mit Kjell Öhman, Janne Schaffer, Teddy Walter, José Luis Perez)
- 1983 – Latin Lover (mit Janne Schaffer, Teddy Walter & José Luis Perez)
- 1984 – Carnaval de quenas
- 1987 – Jardins
- 1996 – Candombe, featuring Rubén Rada
- 1997 – Hector & Daniel Bingert: Latin Lover Big Band
- 2001 – Hector Bingert (Kompilation, enthält die Alben El Encuentro und Live at Stockholms Jazz & Blues Festival)
- 2009 – Baby López Furst Trio & Héctor Finito Bingert: Fulgor